# تقانة حيوية

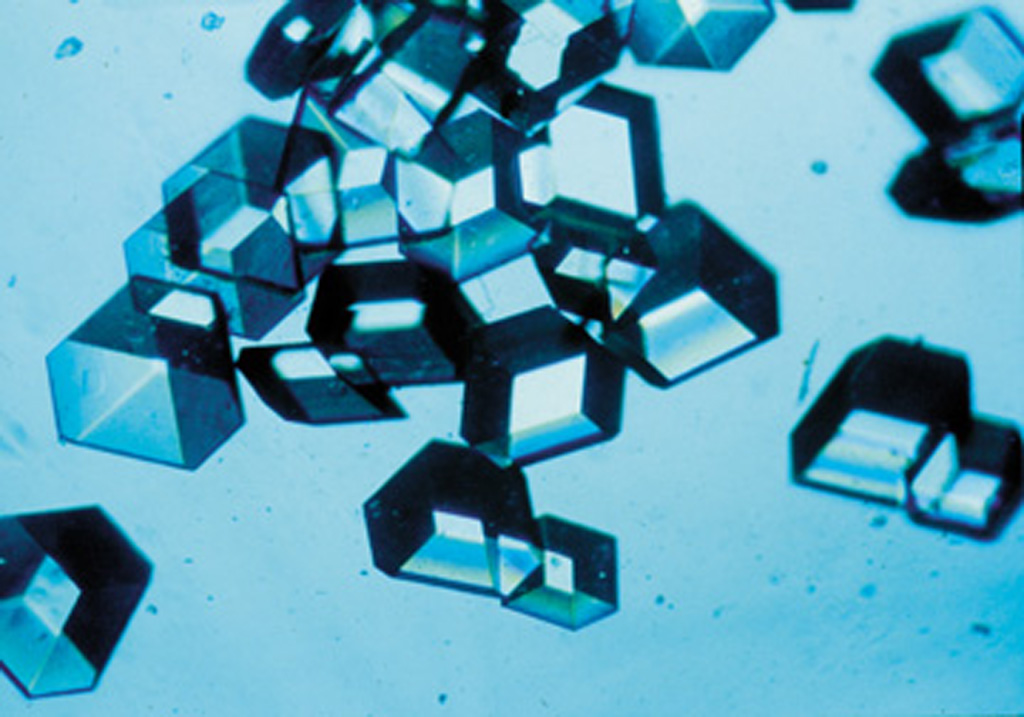
بلورة إنسولين - صناعة الأدوية.

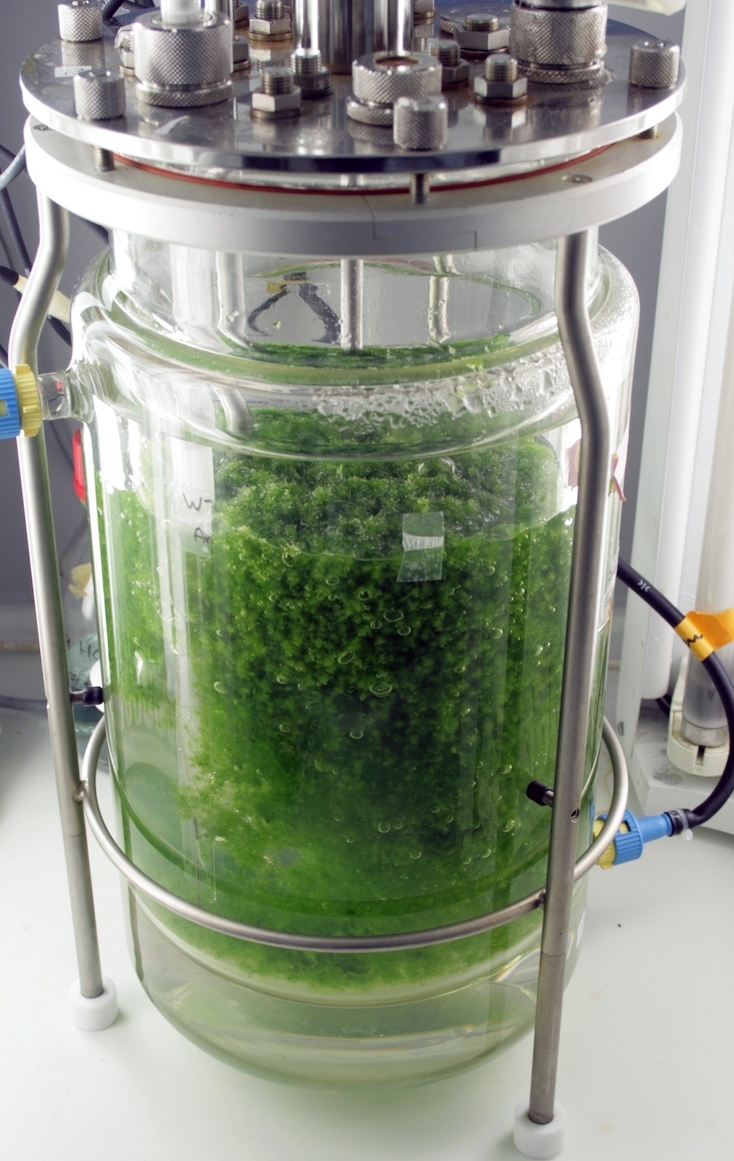
مفاعل حيوي يستعمل الحراز.

التقانة الحيوية أو التقنية الحياتية أو التكنولوجيا الحيوية أو علم التقانات الحياتية  أو بيوتكنولوجي هي تطبيق المعلومات المتعلقة بالمنظومات الحية بهدف استعمال هذه المنظومات أو مكوناتها في الأغراض الصناعية. أي أنها تقنية مستندة على علم الأحياء، خصوصًا عندما تستعملَ في الزراعة، علم الغذاء، والطب.

## التسمية
التقانة الحيوية هي ترجمة مصطلح Biotechnology أي استخدام تطبيقات التقنية الحديثة في معالجة الكائنات الحية.
وتعريفها في المجمل هو:
التعامل مع الكائنات الحية على المستوى الخلوي وتحت الخلوي من أجل تحقيق أقصى استفادة منها صناعيًا وزراعيًا وبالتالى اقتصاديًا وذلك عن طريق تحسين خواصها وصفاتها الوراثية.
الفرع يركز على دراسة الجانب الجيني للكائن وعلى طرق وتقنيات نقل الجينات من كائن إلى آخر لتعديل صفة ما أو تحسين عيب.

## التاريخ

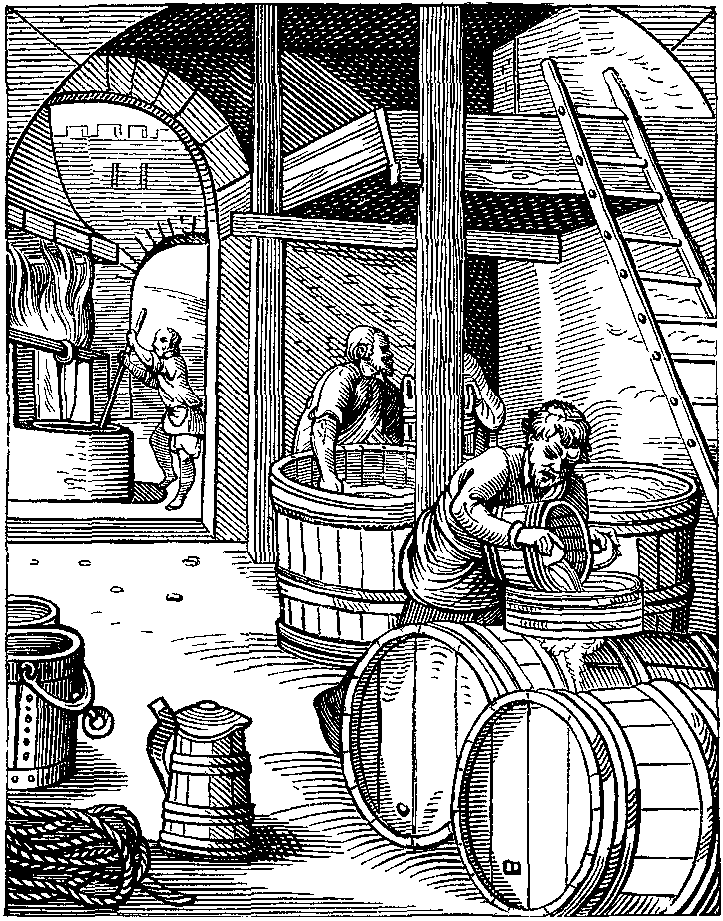
تخمير الجعة كان أحد تطبيقات التقانة الحيوية قديماً

استُعمل مصطلح التقانة الحيوية لأول مرة من قبل الاقتصادي الزراعي المجري كارل إيركي سنة 1919 ليعني به «كل خطوط العمل المؤدية إلى منتجات، ابتداءً من المواد الأولية بمساعدة كائنات حية».
توسع التعريف مؤخرًا ليشمل إنتاج مواد بمساعدة كائنات حية كالأنزيمات والكتلة الحيوية، ثم ضُيّقَ التعريف ليركز على تقانات جديدة بدلاً من عمليات الإنتاج التقليدية حيث أصبحت نظرية الزراعة هي الطريقة المثلى لأنتاج الطعام منذ ثورة العصر الحجري الحديث ومن خلال التقانات الحيوية المبكرة تسنى للمزارعين اختيار وتوليد أفضل المحاصيل وبذلك أصبحت الغلة أعلى لأنتاج غذاء كافي لدعم تزايد السكان.
مؤخرًا، بدأت بعض التقانات الحيوية تستغني عن الكائنات الحية مثلما في تقنية مصفوفة دنا صغيرة DNA microarray أو تقنية العناصر المشعة.
بعد اكتشاف الحمض النووي، حققت الأبحاث في بيولوجيا الخلية والكيمياء الدوائية العديد من القفزات العلمية، حيث انتقلت من زراعة الخلايا إلى هندسة الخلايا والأنسجة الحية، سواء كانت صحية أو سرطانية، مع اندماج الخلايا، واختراع لقاحات جديدة، والمنشطات المناعية. تقدم الإخصاب الاصطناعي والتلاعب الجنيني معًا.
في نهاية التسعينيات، ظهرت شركات متخصصة في التكنولوجيا الحيوية. تُعرِّفهم منظمة التعاون الاقتصادي والتنمية (OECD) على أنهم "شركات تعمل في مجال التكنولوجيا الحيوية لأنها تستخدم تقنية حيوية واحدة على الأقل لإنتاج سلع أو خدمات و / أو لتحسين البحث والتطوير في مجال التكنولوجيا الحيوية. قد يكون لبعض هذه الشركات مجالات عمل واسعة جدًا ولكنها تخصص جزءًا صغيرًا فقط من نشاطها الاقتصادي للتكنولوجيا الحيوية
من عام 2000 إلى عام 2010، اُستخدمت الكائنات الحية الدقيقة، وربما المعدلة وراثيًا، والعديد من الإنزيمات بشكل متزايد في العديد من قطاعات الاقتصاد؛ في البحث، في صناعة الأغذية الزراعية والأدوية، في بعض الأنشطة الطبية أو أنشطة إعادة التدوير، التخلص من النفايات، إزالة تلوث التربة أو المياه، إنتاج الطاقة (الهضم اللاهوائي، إلخ) على وجه الخصوص. لكن هذه المستجدات تؤثر أيضًا على بعض الأنشطة ذات الصلة (الصيانة والتنظيف والإصلاح وتثير أسئلة جديدة تتعلق بالسلامة والصحة في العمل)
في الوقت نفسه، ومع بعض التأخير في كثير من الأحيان، تميل لوائح العمل إلى التطور لحماية صحة العمال من المخاطر الجديدة

## تطبيقات التكنولوجيا الحيوية

### الإنسان
العلاج الجيني (بالإنجليزية: Gene therapy)‏ أي معالجة الأمراض الوراثية في البشر باستخدام التكنولوجية الحيوية في نقل وتعديل الجينات المعطوبة، بالإضافة إلى إمكانية زرع أعضاء جديدة باستخدام المحتوى الوراثي لخلية المريض بدلا من أن ينقل له عضو من متبرع أو من ميت.
إنتاج أدوية خاصة بالمحتوى الجينى للفرد (بالإنجليزية: pharmacogenomics)‏ أو ما يعرف بعلم الصيدلة الجيني.
التعامل في قضايا اثبات النسب وفي الطب الشرعى بوحدات الDNA في الجانب الجنائي من القضايا للكشف عن هوية المجرم عن طريق البصمة الوراثية، بالإضافة إلى فحوصات ما قبل الزواج لمعرفة احتمالية الإصابة بالأمراض في الأجيال القادمة.

### الكائنات الدقيقة
تستخدم الكائنات الدقيقة (خاصة البكتريا والفيروسات) على نطاق واسع في مشروعات التكنولوجيا حيوية على سبيل المثال:
- إنتاج البروتينات كالانسولين البشرى (humo insulin)
- استخدام البكتريا في إنتاج الاسمدة الحيوية (bio fertilizers) بدلاً من استخدام الاسمدة الكيماوية.
- في تنقية المياة من الملوثات.
- التخلص من المخلفات العضوية.
- تصنيع المركبات الكيميائية المستخدمة في العقاقير.
- استخدام الكائن الدقيق كناقل لبعض الجينات التي تحمل الصفات المرغوبة.

### النباتات
على الصعيد الزراعى فتح مجال التكنولوجيا الحيوية أفاقاً واسعة جدًا في الإنتاج النباتى.
- إمكانية نقل جينات بعض الصفات المرغوبة (مثل تحمل درجة الحرارة ونقص المياه من نباتات صحراوية) إلى نباتات أخرى.
- التحكم في أحجام وأشكال الثمار والنباتات بشكل عام (زيادة الحجم وتغيير اللون والشكل حسب الرغبة).
- إمكانية رفع القيمة الغذائية لمحصول ما بإضافة بعد الصفات الوراثية من محاصيل أخرى.
- مضاعفة كميات المحاصيل الناتجة واختزال الوقت اللازم للنمو وبالتالى المساعدة على القضاء على المجاعات وارتفاع أسعار الغذاء.
- إنتاج وقود حيوي.

## الألوان
وتصنف مجالات التكنولوجيا الحيوية أيضا بالألوان:

### الحمراء
في المجال الطبى، من أمثلتها إنتاج المضادات الحيوية من الكائنات الحية واستخدام الهندسة الوراثية لمعالجة الأمراض وفي منابلة الجينات وكذلك إمكانية إنتاج أدوية خاصة بالمحتوى الجينى لفرد ما.

### الخضراء
في المجال الزراعى، من أمثلتها إنتاج النباتات المعدلة وراثيًا ذات الفوائد العدة كما أخبرنا من قبل باستخدام زراعة الانسجة أو غيرها، المبيدات الحشرية غير الكيميائية، الاسمدة الحيوية..

### البيضاء
من أكثر المجالات انتشارا وقد ادخلت العديد من التعديلات على صناعات قديمة (كالورق والبلاستيك) وهي المعروفة أيضًا بالتكنولوجيا في المجال الصناعي، من أمثلتها استخدام الكائنات الحية لإنتاج مواد كميائية مطلوبة للاستخدام التجارى حيويًا بدلاً من إنتاجها صناعيًا وتشمل أيضًا التصنيع الدوائي وإنتاج الفيتامينات هناك أيضًا المعالجة الخاصة للأنسجة والجلود، إنتاج البلاستيك القابل للتحلل العضوى..

### الصفراء
قسم التكنولوجيا الحيوية الأصفر (أو التكنولوجيا الحيوية مع الحشرات كما يعرف الناس ذلك) هو مماثل إلى الأحمر (الحيوانات) والأخضر (النباتات) من التكنولوجيا الحيوية.
مما يجعلها بسيطة، وتكنولوجيا المعلومات الحيوية هو استخدام الهندسة الحيوية لجعل الطعام أفضل.
مما يجعل مستودع هائل لجميع المواد الطبيعية المتاحة للاقتصاد الحيوي هو التكنولوجيا الحيوية الأصفر التي يسمى أيضا «التكنولوجيا الحيوية الحشرات».
انها فرع في مجال التجارة الدولية المتعلقة بإنتاج الأغذية حيث تُستخدم الجينات النشطة في الحشرات للتطبيق في الزراعة والطب.
ويعتمد أكثر من 200,000 نوع الحشرات على النبات للأغذية.
على مدى الوقت، تطورت لتشين على اندفاع النباتات النباتية النباتية المنتجة لإنتاج عضلات الأعشاب. يتم ترميز عمليات إزالة السموم هذه في جينات مختلفة. تعمل التكنولوجيا الحيوية الآن على تحويل هذه الجينات بطريقة تسمح بسمك النباتات.
كما تم إحراز تقدم التقدم مع استخدام تكنولوجيا راي.
من ناحية أخرى، من الواضح أن صناعة اللحوم لديها فئير، تأثير على البيئات العالمية.
إزالة الغابات، والأعلاف الثقيلة، واستخدام المياه النظيفة ضرورية لرفع الثروة الحيوانية، في حين أن الآفات، المضادات الحيوية، والنفايات الحيوانية، والتلوث المباشر. من تحويل الموارد لإنشاء المزارع وبروغراتهم اللاحقة - صناعة اللحوم هي المسؤولة عن 24% من انبعاثات غازات الدفيئة وحده.
هل ما هي التكنولوجيا الحيوية الأصفر تتضمن التقليل من الاستغلال البيئي من تعديل إنتاج اللحوم من استخلاص السموم الاستخراج المنتجات السلبية المنتجات التطبيقات المتنقلة الأصفر الألواح الحيوية الأصفر الأصفر ذات الصلة لديها مجموعة واسعة من التطبيق لإنتاج الأغذية. وهنا بعض الأمثلة حيث كان الأفلام الأصفر فعالة فعالة.

### الزرقاء
هذا المجال هو التكنولوجيا الحيوية التي تتعامل مع عالم البحار والكائنات البحرية، وليس في هذا الفرع الوليد على الساحة العربية تطبيقات رائدة تُذكر حتى الآن..

### المظلمة
التكنولوجيا الحيوية المظلمة هي المرتبطة بالإرهاب البيولوجي أو الأسلحة البيولوجية والحروب البيولوجية التي تستخدم الكائنات الحية الدقيقة والسموم للتسبب بالمرض ومن ثم الوفاة للبشر والمواشي والمحاصيل.

## تقانة حيوية للأغذية
التقانة الحيوية للأغذية هي فرع من العلوم الغذائية يتم فيها تطبيق أساليب التقانة الحيوية الحديثة. التقانة الحيوية للأغذية تعود إلى عقود عديدة، حيث قام الناس في الماضي بتهجين أنواع نباتات وحيوانات مماثلة من أجل استنباط أصناف جديدة من الطعام.
وتم استخدام عمليات تقانة حيوية مختلفة لخلق وتحسين منتجات غذائية ومشروبات جديدة من بينها التخمير والمضافات الغذائية والاستنباتات النباتية والحيوانية والأغذية المعدلة وراثيا. والكائنات الحية الدقيقة المشاركة في هذه العمليات عادة ما تشمل البكتيريا والخميرة والطحالب والعفن.

### نبذة تاريخية
يعود استخدام التقانة الحيوية للأغذية إلى آلاف السنين إلى زمن السومريين والبابليين. وهذه المجموعات من الناس استخدمت الخميرة لعمل مشروبات مخمرة مثل الجعة. كما تم استخدام الإنزيمات النباتية مثل المالت (الشعير النابت) منذ آلاف السنين، قبل أن يكون هناك حتى فهم للإنزيمات. وتم إحراز مزيد من التقدم في مجال التقانة الحيوية للأغذية مع اختراع المجهر من قِبل أنطون فان يوينهويك (Anton van Leeuwenhoek)، الأمر الذي أتاح للبشر اكتشاف الكائنات الحية الدقيقة التي سيتم استخدامها بعد ذلك في إنتاج الغذاء.
علاوة على ذلك، تم إحراز تقدم في مجال التقانة الحيوية للأغذية في عام 1871م عندما اكتشف لويس باستور (Louis Pasteur) أن تسخين العصائر إلى درجة حرارة معينة من شأنه أن يقتل البكتيريا السيئة التي من شأنها أن تؤثر على التخمير. تم بعد ذلك تطبيق هذه العملية على إنتاج الحليب، حيث يتم تسخين الحليب إلى درجة حرارة معينة لتحسين سلامة الأغذية.
وشهدت علوم الأغذية والتقانة الحيوية للأغذية بعد ذلك تقدمًا لتشمل اكتشاف الإنزيمات ودورها في التخمير وهضم الأطعمة. ومع هذا الاكتشاف، ظهر المزيد من التقدم والتطور التكنولوجي في مجال الإنزيمات. واستخدمت الإنزيمات الصناعية المعتادة مستخلصات نباتية وحيوانية، ولكن تم استبدال هذا لاحقًا بالإنزيمات الجرثومية. ومن الأمثلة على ذلك استخدام كيموسين في إنتاج الجبن؛ وكان الجبن يُصنع عادة باستخدام منفحة الإنزيم التي يتم استخراجها من بطانة معدة الأبقار. ثم بدأ العلماء في استخدام الكيموسين المأشوب من أجل تخثر الحليب الأمر الذي ينتج روائب الجبن.
وإنتاج الإنزيمات الغذائية باستخدام الإنزيمات الميكروبية كان أول تطبيق للكائنات الحية المعدلة وراثيًا.
وتطورت التقانة الحيوية للأغذية لتشمل استنساخ النباتات والحيوانات كذلك تحقق المزيد من التطور في الأغذية المعدلة وراثيًا في السنوات الأخيرة.